# Karel van Mansfeld

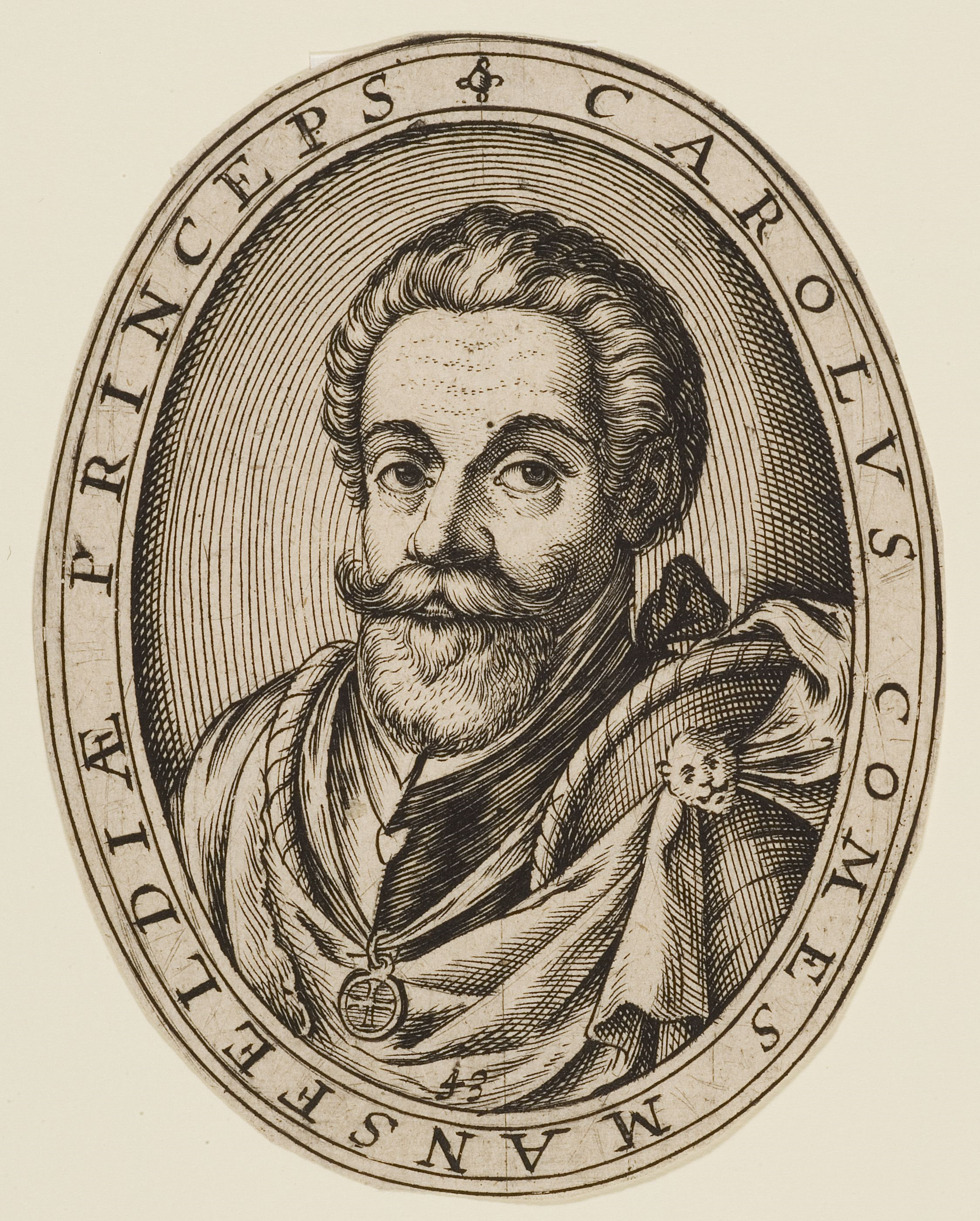
Karel van Mansfeld

Karel van Mansfeld (Mechelen, 1543 – Comorn, 1594) was de zoon van Peter Ernst I van Mansfeld en Margaretha van Brederode. Hij was een veldheer in Spaanse dienst.
In zijn jeugd toonde hij sympathie voor de opstandige edelen. Daar hij driftig was kon een handgemeen met aartsbisschop Maximiliaan van Bergen van Kamerijk maar ternauwernood worden voorkomen. Zijn vader was katholiek en koningsgezind. Samen haalden ze in Portugal Maria van Portugal op, die zou trouwen met Alexander Farnese.
Terug in Nederland ondertekende hij nog het Eedverbond der Edelen, maar toen zijn vader hem dreigde te onterven koos hij in 1566 de Spaanse zijde. Hij werd kolonel en nam in 1567 deel aan het Beleg van Valencijn, waar zich een calvinistisch bewind had gevestigd. In oktober 1567 ging het weer mis, en hij doodde tijdens een duel zijn tegenstrever. Hierop vluchtte hij naar Frankrijk. Daar huwde hij met Diane de Cossé, de dochter van graaf Karel I van Brissac. Hij betrapte haar op overspel, en liet beide 'schuldigen' neersteken.
Pas onder Don Juan (1576) viel hij weer in genade.
Nu voerde hij operaties uit in de Nederlanden en Frankrijk, maar vaak muitten de soldaten die vonden dat hij hen onmenselijk behandelde. Dit bracht hem in conflict met graaf Pedro Henriquez de Acevedo van Fuentes, die hem plichtsverzuim verweet.
Op 12 december 1591 trouwde hij te Hoogstraten met Maria Christina van Egmont, dochter van Lamoraal van Egmont. Door dit huwelijk kwamen de heerlijkheden  Temse, Buggenhout, Sint-Amands en Baasrode bij die van Karel. Naast een groot fortuin bezat zij ook het Steen van Elewijt. Karel van Mansfeld was peter bij het doopsel van Pedro Coloma II.
In 1592 nam hij deel aan de strijd tegen prins Maurits van Nassau (Steenwijk). Daarnaast was hij admiraal in de strijd van de Spanjaarden tegen de Fransen.
In 1593 nam hij deel aan het leger van de keizer van Oostenrijk om tegen de Turken te vechten. Daar nam hij deel aan de belegering en inname van Esztergom, maar hij sneuvelde niet lang daarna bij Comorn in Hongarije.